# Schauner (Dornbirn)
Schauner (881 m ü. A.) ist ein, etwa 3 km Luftlinie vom Stadtzentrum liegender, Ortsteil der Stadt Dornbirn in Vorarlberg (Österreich).
Diese Rotte soll der Überlieferung nach der höchste und älteste Teil von Dornbirn sein. Die Parzelle zählte weit zurück lediglich sieben Häuser. Im 19. Jahrhundert waren dies sieben Bauernhöfe, von denen heute noch vier vorhanden sind. In den letzten Jahrzehnten sind weitere Wohnhäuser hinzugekommen.

## Namensherkunft
Der Name „Schauner“ leitet sich von einer dort ursprünglich ansässigen Familie namens „Schowinger“ ab. Die Rotte wird bereits 1287 und 1431 in einem Emser Fallbuch erwähnt. Der ursprüngliche Name der Rodung soll Eisenharz (siehe Vorname: Eisenhart / Eisenhardt) gelautet haben.
In „Schematismus für Tirol und Vorarlberg“ wird diese Rotte als eigenständiger Weiler und Teil von Dornbirn angeführt unter dem Namen: „Schauniger“. Im „Provinzial-Handbuch von Tirol und Vorarlberg für das Jahr 1847“, wird die Rotte als Schauinger und ebenfalls als eigenständiger Dornbirner Weiler geführt.

## Topographie, Geografie, Lage und Verkehr
Der vom Dornbirner Zentrum etwa 3 km entfernte Ortsteil ist nur über eine steile Straße über Watzenegg – Schwendebach mit normalen Kraftfahrzeugen erreichbar. Ein Forst- und Feldweg, der 1884/85 erbaut wurde, führt über „Badhof“, Bad Kehlegg nach Kehlegg.

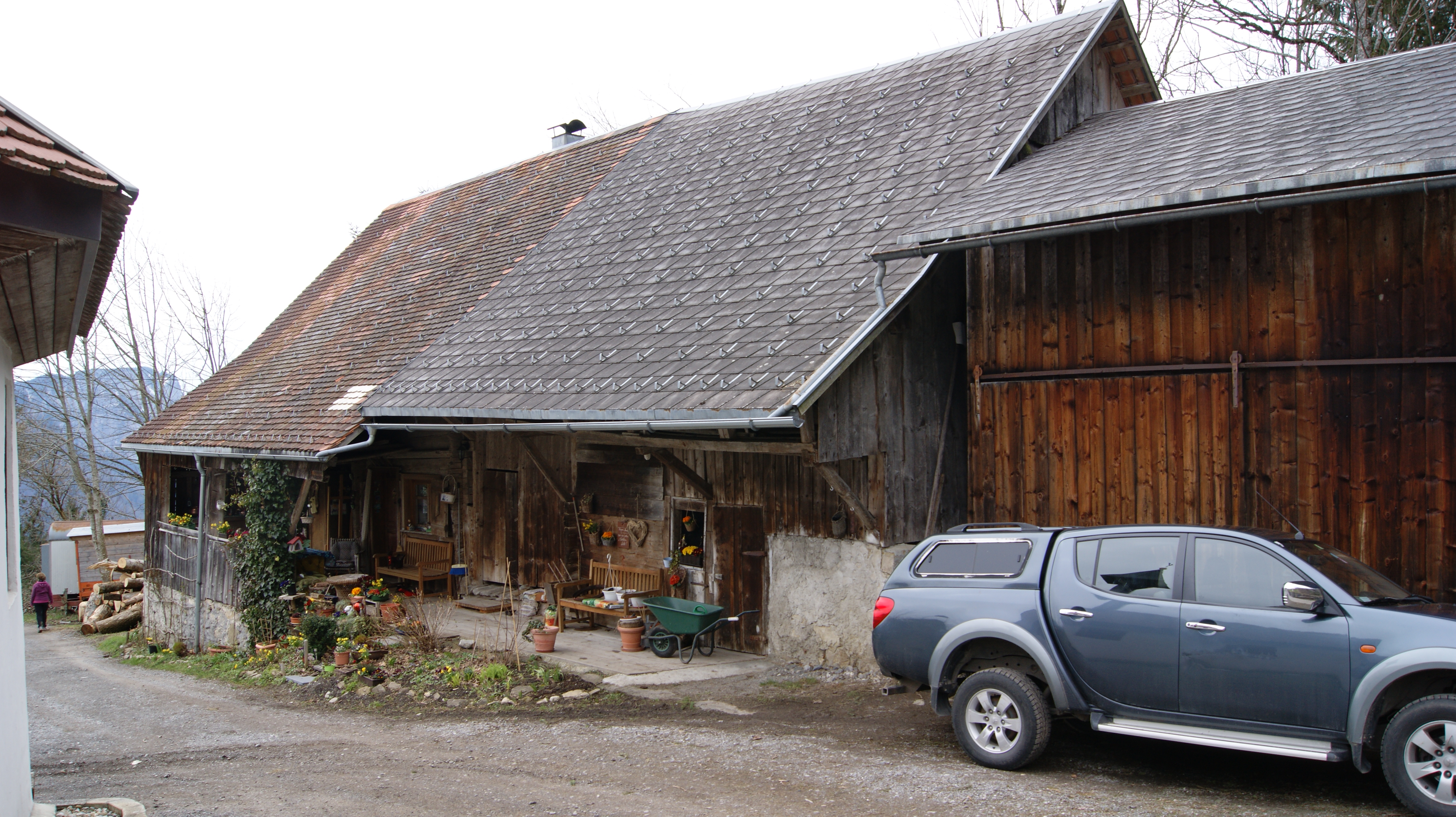
Altes Rheintalhaus, Schauner Nr. 2.

## Gebäude und Infrastruktur
Das Gebäude Schauner Nr. 2 ist ein Rheintalhaus mit alter Bausubstanz.
Die steile Straße zur Rotte Schauner hat abschnittsweise den Charakter eines Hohlweges.

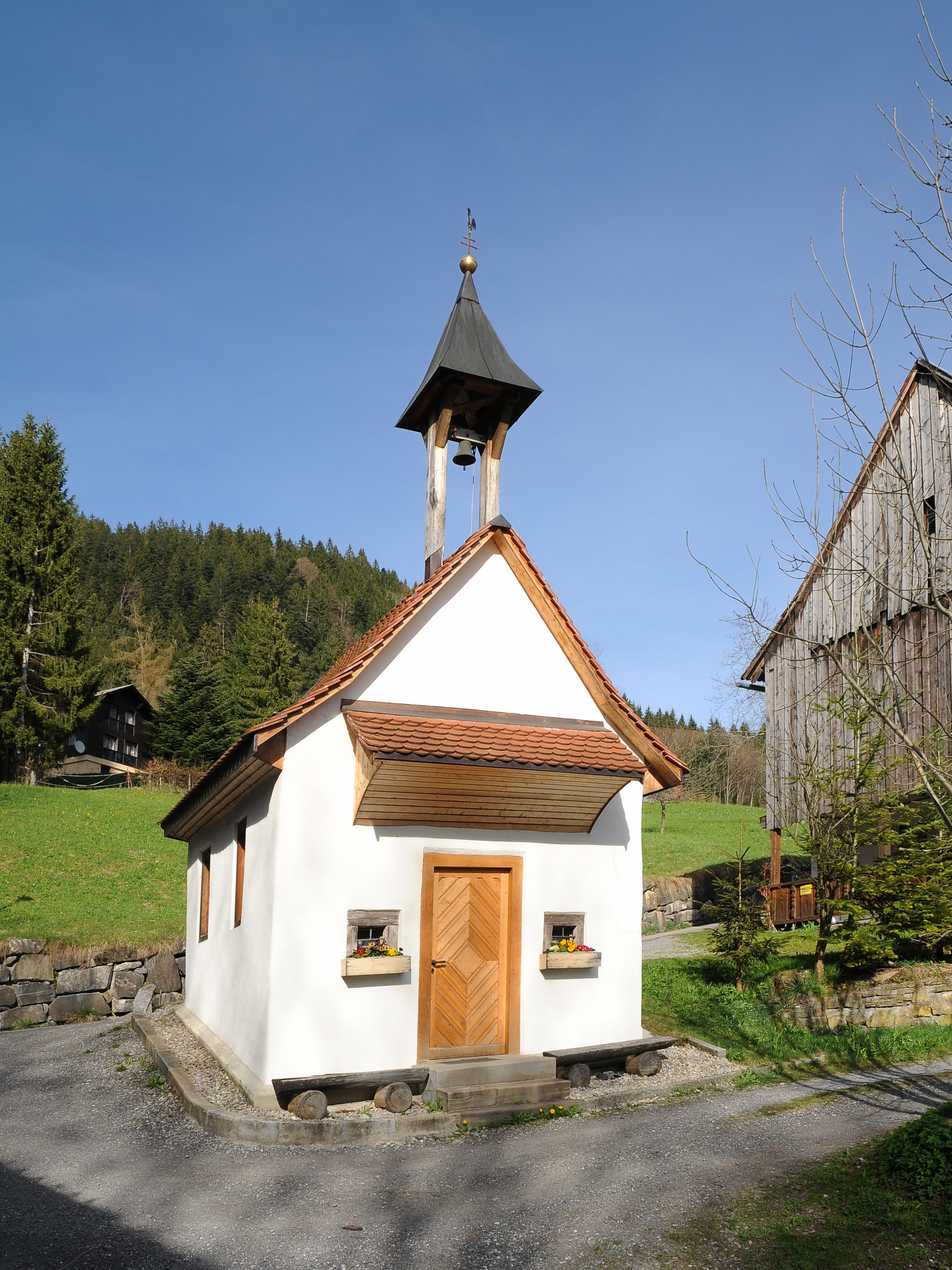
Kapelle hl. Maria in Schauner in Dornbirn, Oberdorf. 1674 erbaut.

## Religion
Die römisch-katholische Kapelle zur hl. Maria in Schauner ist denkmalgeschützt (Listeneintrag). Sie wird liturgisch von der Pfarre im Oberdorf (Kirche zum Hl. Sebastian) mitbetreut (siehe: Liste der Pfarren im Dekanat Dornbirn).
Die Kapelle soll nach einer Inschrift 1674 erbaut worden sein und wäre somit das älteste erhaltene Gotteshaus in Dornbirn. Im Jahre 1713 stiftete „Michaeli Mohr von Heilliberg“ (die Familie stammt vermutlich vom Schauner) die Glocke für die Kapelle. Nach dem Steuer-Register von 1715 war Michael Mohr damals der reichste Mann aus dem ganzen Hatler Viertel (Stadtbuch 1/165). 1791, 1853 und 2001/2002 wurde die Kapelle renoviert.
Es ist dies ein rechteckiger Bau mit Südwest/Nordost-Ausrichtung. Nordöstlich (Altar) sind die Außenwände abgeschrägt. Die einfache Holztüre und der Glockendachreiter auf dem Satteldach befinden sich südwestlich. Den Betraum mit einer flachen Holzdecke dominiert ein Deckengemälde, welches die Krönung Mariens darstellt (bezeichnet: Ig. Schwendinger, Maler, 1853, restauriert von F. Rösner, 1967). Das Altarbild zeigt die Rosenkranzmadonna mit links dem hl. Wendelin und rechts dem hl. Martin.
Figur links des Altars: hl. Maria mit Kind, 19. Jh.; rechts Pietà, ca. Mitte 18. Jh. Im Betraum befinden sich 14 Kreuzwegstationen. Über der Türe befindet sich ein Gemälde (Stifterbild mit Stiftungstext), welches die hl. Maria mit Kind über dem Fegefeuer darstellt, welche zu den reumütigen Armen Seelen im Fegefeuer hinab blicken (bezeichnet „Michael Mohr v. Heilliberg 1713“, Erbauer der Kapelle).

## Handwerk, Gewerbe
Aufgrund der Verkehrslage und der räumlichen Enge entstanden in Schauner keine besonderen Handwerksbetriebe oder Gewerbebetriebe. Noch heute dominiert die Landwirtschaft das Gebiet.